# NGC 3948
NGC 3948 is een ster in het sterrenbeeld Leeuw. Het hemelobject werd op 23 april 1886 ontdekt door de Franse astronoom Guillaume Bigourdan.